# Reichenowweber
Der Reichenowweber (Euplectes psammacromius) zählt innerhalb der Familie der Webervögel (Ploceidae) zur Gattung der Feuerweber (Euplectes).
Das Artepitheton kommt von altgriechisch ψάμμος psammos ‚Sand‘ und altgriechisch χρώμα chrōma ‚Farbe‘.

## Merkmale
Der Reichenowweber erreicht eine Körperlänge von etwa 15 Zentimeter. Die Männchen haben im Prachtkleid ein verlängertes Schwanzgefieder und erreichen dann eine Körperlänge von bis zu 35 Zentimeter. Gewichtsdaten liegen bislang nur für ein einzelnes Männchen vor, das 35,5 Zentimeter lang war.
Der Reichenowweber hat einen kräftigen hellen, konischen Schnabel, schwarze Augen und fast schwarze Beine.
Das Männchen im Prachtkleid ist an der Schulter und auf den kleinen Flügeldecken breit Gelb-orange bis gelblich Braun übergehend gefärbt. Im Flug wirken die Flügel bräunlich, das Schwanzgefieder hängt herab.
Im Schlichtkleid gleicht das Männchen dem Weibchen. Das Körpergefieder ist überwiegend ockerfarben, mit hellem Überaugenstreif, auf der Oberseite bräunlich und auf der Unterseite leicht gestrichelt.
Das Weibchen ist im Vergleich zum Männchen dichter gestrichelt mit angedeutet weißer Kehle.

## Verbreitung und Lebensraum
Dieser Weber ist in Ostafrika in kurzem, dichtem und höher gelegenem Grasland oft in der Nähe von Gewässern von 1800–3000 m im Nordosten Sambias, im Norden Malawis und im südwestlichen Hochland von Tansania in der Iringa- und Mbeya-Region zu finden.
Die Art ist monotypisch.

## Ernährung
Reichenowweber ernähren sich von Grassamen und Insekten. Sie treten außerhalb der Brutzeit in großen Schwärmen auf.

## Fortpflanzung
Die Männchen führen Schauflüge vor, die Brutzeit liegt in Tansania im Mai, in Sambia im Januar und in Malawi zwischen Oktober und November, es wird Polygamie vermutet.

## Gefährdungssituation
Die Art gilt als nicht gefährdet (Least Concern).